# Gerry Roufs
Gerry Roufs (Montréal, 1953. november 2. – Déli-Csendes-óceán, 1997. január 6.) kanadai tengerész és szólóvitorlázó, aki a Vendée Globe földkerülő versenyen tűnt el 43 évesen.

## Élete
Gerry Roufs gyakorlatilag már ötévesen eljegyezte magát a vitorlázással. Az első hajóját az édesapja építette. A montréali Hudson Yacht Club tagja lett. Később a Kanadai Olimpiai Vitorlázó Csapat tagja volt.
Ügyvédi karrierje megkezdése után is számos versenyen vett részt. Így háromszor döntötte meg az átkelési csúcsot az Atlanti-óceánon (1986, 1988 és 1990). Edzője volt az 1992–1993-as Vendée Globe-on versenyző Bernard Gallaynak. Gallaynak végül nem sikerült teljesítenie a versenyt, Új-Zélandon kötélzeti problémák miatt kikötött, s ezzel feladásra kényszerült.

## Halála
Gerry Roufs az 1996–1997-es Vendée Globe-on indult Groupe LG 2 nevű hajójával, az esélyesek között tartották számon. Esélyeshez méltóan is versenyzett, amikor – a francia Christophe Auguin mögött másodikként hajózva – 1997. január 7-én az Argos helyzetjelző berendezése megszakította pozíciója sugárzását. Az utolsó ismert pozíciója D 55° 01.3' Ny 124° 22,5'. Számítógépébe legutoljára ezt írta: „Ezek a hullámok már nem is hullámok, akkorák, mint az Alpok”.
Amikor a helyzetjelző beszüntette az adást, megpróbálkoztak a keresésével, de a dühöngő vihar megakadályozta azt. Egy a területet pásztázó kanadai műhold sem lelte meg.
Hajója, a Groupe LG 2 1997. július 16-án Chile partjaira sodródott, a kapitány nélkül.

## Fordítás
Ez a szócikk részben vagy egészben  a   Gerry Roufs című francia Wikipédia-szócikk ezen változatának fordításán alapul.  Az eredeti cikk szerkesztőit annak laptörténete sorolja fel. Ez a jelzés csupán a megfogalmazás eredetét és a szerzői jogokat jelzi, nem szolgál a cikkben szereplő információk forrásmegjelöléseként.